# George K. Jackson
George Knowil Jackson (* um 1757 in Oxford; † 18. November 1822 in Boston) war ein US-amerikanischer Komponist.
Jackson ging mit Raynor Taylor in die Schule, der ebenfalls später in den USA als Komponist wirkte. Er war Chorknabe der Chapel Royal und Schüler von James Nares. 1791 erhielt er sein Diplom am Saint Andrews College. 1796 übersiedelte er in die USA, wo er u. a. in Alexandria, Baltimore, Philadelphia, Elizabeth, New Jersey und New York lebte. 1812 ließ er sich in Boston als Organist, Gesangslehrer und Konzertveranstalter nieder.
Noch in England veröffentlichte Jackson A Treatise on Practical Thorough Bass. Während seines Aufenthalts in New York erschien ein Band mit Psalmvertonungen. Aus dem Jahr 1816 stammt A Choice Collection of Chants für vierstimmigen Chor und Orgelbegleitung. Als Manuskript sind mehr als 800 Seiten von Kompositionen für unterschiedliche Instrumente überliefert.
In einer weiteren Sammlung finden sich neben seinen Kompositionen A Pastoral Drama von Joseph Jackson aus dem Jahr 1853 und mehrere Werke eines George Jackson aus dem Jahr 1855. Hierbei dürfte es sich um zwei seiner Brüder oder seinen Vater und einen Bruder handeln.

## Quelle
- Frank J. Metcalf: American Writers and Compilers of Sacred Music, Read Books 2007, ISBN 9781406751444, S. 46–51

| Personendaten    | Personendaten                               |
| ---------------- | ------------------------------------------- |
| NAME             | Jackson, George K.                          |
| ALTERNATIVNAMEN  | Jackson, George Knowil (vollständiger Name) |
| KURZBESCHREIBUNG | britisch-amerikanischer Komponist           |
| GEBURTSDATUM     | um 1757                                     |
| GEBURTSORT       | Oxford                                      |
| STERBEDATUM      | 18. November 1822                           |
| STERBEORT        | Boston                                      |